# Anatol Graf von Bredow
Anatol Theophil August Friedrich Albrecht Graf von Bredow (* 7. Januar 1859 in Potsdam; † 22. März 1941 in Seefeld) war ein deutscher General der Kavallerie.

## Leben

### Herkunft
Anatol entstammte dem alten Adelsgeschlecht von Bredow. Seine Eltern waren Otto Graf von Bredow (1824–1894) und dessen Ehefrau Adele, geborene von Gansauge (1830–1885).

### Militär
Bredow besuchte von 1866 bis 1871 das Wilhelms-Gymnasium in Berlin und von Januar 1872 bis Ostern 1873 die Ritterakademie in Brandenburg an der Havel. Am 14. April 1877 wurde er aus dem Kadettenkorps kommend als Sekondeleutnant im 2. Hannoverschen Dragoner-Regiment Nr. 16 der Preußischen Armee in Lüneburg angestellt. Dort war er ab 1. Juli 1882 als Regimentsadjutant tätig, wurde am 2. Juli 1886 zum Premierleutnant befördert und zeitgleich als Adjutant der 3. Kavallerie-Brigade in Stettin kommandiert. Am 22. März 1889 folgte seine Versetzung in das 1. Garde-Dragoner-Regiment „Königin Viktoria von Großbritannien und Irland“ nach Berlin und kurz darauf am 1. April 1889 seine Kommandierung in den Großen Generalstab. Unter gleichzeitiger Beförderung zum Rittmeister versetzte man Bredow am 24. März 1890 in den Generalstab des Gardekorps. Hier verblieb Bredow für zwei Jahre und übernahm dann als Chef eine Eskadron im 1. Brandenburgischen Dragoner-Regiment Nr. 2 in Schwedt/Oder. Zwei Jahre später versetzte man ihn in den Großen Generalstab und beförderte Bredow am 12. September 1895 zum Major. Von dort wurde er am 15. Juni 1896 zur Dienstleistung beim Prinzen Friedrich Leopold von Preußen kommandiert. Knapp vier Monate später erhielt Bredow für zwei Jahre den Posten als Erster Generalstabsoffizier im Generalstab der 17. Division und wurde anschließend ein weiteres Mal in den Großen Generalstab versetzt. Man kommandierte ihn am 4. November 1899 zur Vertretung des Militärbevollmächtigten an die Gesandtschaft nach London und verwendete ihn dort vom 17. August 1900 bis 12. Februar 1902 als Militärattaché. Es folgte ab 13. Februar 1902 eine weitere Verwendung im Großen Generalstab und kurz darauf beauftragte man Bredow am 22. März 1902 mit der Führung des 1. Großherzoglich Mecklenburgischen Dragoner-Regiments Nr. 17, dessen Kommandeur er dann einen Monat später auch wurde. Als solcher wurde Bredow am 22. April 1902 zunächst Oberstleutnant sowie am 16. März 1905 Oberst. Er wurde am 27. Januar 1902 mit der Führung der 33. Kavallerie-Brigade beauftragt und fungierte vom 22. März 1907 bis 19. April 1910 als deren Kommandeur. Zwischenzeitlich am 24. März 1909 zum Generalmajor befördert, stellte man ihn dann zur Disposition und versetzte ihn in den einstweiligen Ruhestand.

### Erster Weltkrieg
Mit Ausbruch des Ersten Weltkriegs wurde Bredow wieder reaktiviert, zunächst als Kommandeur der stellvertretenden 8. Infanterie-Brigade verwendet und am 7. August 1914 zum Kommandeur der Hauptreserve Posen ernannt sowie am 1. Januar 1915 zum Generalleutnant befördert. Als solcher war er ab 26. Mai 1915 Kommandeur der nach ihm benannten Landwehr-Division, die aus der Hauptreserve der Festung Posen hervorging und weiterhin an der Ostfront zum Einsatz kam. Nach der Etaisierung erfolgte am 23. Juli 1915 die Umbenennung zur 18. Landwehr-Division. Diese Kommando gab Bredow am 4. September 1917 ab und wurde anschließend mit der Führung des III. Reserve-Korps beauftragt. Diese Stellung sollte Bredow über das Kriegsende hinaus bis zu seiner Rückkehr in die Heimat innehaben. Seine Mobilmachungs-Bestimmung wurde am 24. Februar 1919 aufgehoben und er endgültig in den Ruhestand verabschiedet.
Bredow erhielt am 27. August 1939, dem sogenannten Tannenbergtag, den Charakter als General der Kavallerie verliehen.

### Familie
Am 1. Oktober 1891 heiratete Anatol in Schönrade Gertrud von Wedemeyer (1864–1930), mit der er zwei Söhne und zwei Töchter hatte.
- Werner (1892–1916)
- Catharina (1894–1985) ⚭ 1919 Erich von Unruh
- Bernhard (1895–1917)
- Maria (1899–1968)

### Gutsbesitz in Pommern
Anatol von Bredow erwarb nach seiner militärischen Laufbahn einen kleinen Besitz im pommerschen Kreis Saatzig. Das Gut, ohne „Matrikel“ eines Rittergutes, war in Seefeld bei Stargard. Die Größe betrug 263 ha. Betrieben wurde Vieh- und Saatzucht, der Forstbestand war 1939 mit 38 ha angegeben.

### Auszeichnungen
- Roter Adlerorden III. Klasse mit der Schleife[4]
- Kronenorden II. Klasse[4]
- Ritterkreuz des Königlichen Hausordens von Hohenzollern[4]
- Preußisches Dienstauszeichnungskreuz[4]
- Komtur des Greifenordens[4]
- Offizier des Belgischen Leopoldsordens[4]
- Komtur des Bulgarischen Militär-Verdienstordens[4]
- Eisernes Kreuz (1914) II. und I. Klasse
- Pour le Mérite am 23. Juli 1915